# Osjorny (Twer)
Osjorny (russisch Озёрный) ist eine geschlossene (SATO) Siedlung städtischen Typs in der Oblast Twer (Russland) mit 10.882 Einwohnern (Stand 14. Oktober 2010).

## Geographie
Die Siedlung liegt 170 km Luftlinie nordwestlich des Oblastverwaltungszentrums Twer und gut 20 km westlich der Stadt Bologoje. Sie schließt unmittelbar südwestlich an die ländliche Siedlung Wypolsowo an.
Die Siedlung bildet als deren einzige Ortschaft eine Stadtgemeinde (gorodskoje posselenije).

## Geschichte
Der Ort geht auf eine Militärsiedlung zurück, die in den 1930er-Jahren bei einem Flugplatz entstand. In den 1960er-Jahren wurde dort eine Einheit der Strategischen Raketentruppen stationiert. In diesem Zusammenhang wurde der Ort durch Errichtung einer Plattenbausiedlung erheblich erweitert. Am 24. November 1972 erhielt er den offiziellen Status eines geheimen Militärstädtchens (wojenny gorodok) mit Codenamen Bologoje-4. Bei der NATO wurde dieser Standort nach einem weiteren, nordwestlich gelegenen Dorf als Jedrowo oder auch als Wypolsowo bezeichnet; ab den 1970er-Jahren waren dort Interkontinentalraketen des Typs MR UR-100 (SS-17) stationiert.
Mit Beschluss vom 24. Dezember 1992 erhielt Osjorny den Status einer Siedlung städtischen Typs und einer „Geschlossenen administrativ-territorialen Einheit (SATO)“ unter dem heutigen Namen, abgeleitet von osero, russisch für See.

### Bevölkerungsentwicklung
| Jahr | Einwohner |
| ---- | --------- |
| 2002 | 10.689    |
| 2010 | 10.882    |

Anmerkung: Volkszählungsdaten

## Sehenswürdigkeiten
1998 wurde in Osjorny die Andreas-Kirche (собор Андрея Первозванного, sobor Andreja Perwoswannowo) errichtet.

## Wirtschaft und Infrastruktur
Osjorny ist Wohnsiedlung eines Standortes der Strategische Raketentruppen Russlands, an dem heute noch Raketen des Typs RS-12M Topol (SS-25) stationiert sind.
Unweit der Siedlung, durch Wypolsowo, verläuft die Fernstraße M10, die Moskau und Sankt Petersburg verbindet. Der nächstgelegene Bahnhof befindet sich etwa sieben Kilometer nordwestlich bei Jedrowo an der Bahnstrecke Bologoje – Pskow, von wo eine Güteranschlussstrecke nach Osjorny führt.